# Фрадкин, Ефим Самойлович
Ефим Самойлович Фрадкин (24 февраля 1924, Щедрин, Белорусская ССР — 25 мая 1999, Москва) — советский и российский физик, специалист по теории элементарных частиц, квантовой теории поля и квантовой статистике, академик АН СССР (1990).
Участвовал в создании советской водородной бомбы. Был одним из наиболее цитируемых физиков СССР и России. В работах Е. С. Фрадкина, И. А. Баталина и Г. А. Вилковыского, Б. Л. Воронова и И. В. Тютина развит универсальный метод квантования калибровочных теорий общего вида.

## Этапы биографии
- В 1945 вступает в КПСС
- С 1948 года работал в ФИАН АН СССР.
- В 1951 году защитил диссертацию кандидата физ.-мат. наук.
- В 1960 году защитил диссертацию доктора физ.-мат. наук на тему «Метод функций Грина в теории квантовых полей и в квантовой статистике»[6].
- 24 ноября 1970 года избран членом-корреспондентом АН СССР в Отделение ядерной физики.
- 15 декабря 1990 года избран академиком АН СССР в Отделение ядерной физики.
- Умер 25 мая 1999 года, похоронен в Москве на Троекуровском кладбище[7].

## Награды
- Сталинская премия (1953)
- Премия имени И. Е. Тамма АН СССР (1980) за цикл работ «Функциональные методы в квантовой теории поля и статистике»
- Медаль Дирака (1988)[8]
- Золотая медаль имени А. Д. Сахарова РАН (1996) за серию работ по квантовой теории поля